# زاگویژجه
زاگویژجه (به لهستانی:  Zagwiździe) یک روستا در لهستان است که در گمینا موروو واقع شده‌است.